# Extraliga (Bielorussia)
La Extraliga bielorussa (BXL), nata nel 2006, è il massimo campionato di hockey su ghiaccio bielorusso. Fin dalla sua nascita vi partecipano squadre estere anche se durante alcuni campionati queste non vennero accettate dalla Federazione hockeistica bielorussa.
La BXL di fatto sostituisce il vecchio campionato bielorusso, nato nel 1992 e chiamato anch'esso Extraliga bielorussa.

## Squadre attuali
| Team                  | Città      | Arena                            | Capacità |
| --------------------- | ---------- | -------------------------------- | -------- |
| HK Brest              | Brėst      | Brest Ice Sports Palace          | 2.000    |
| HK Vitebsk            | Vicebsk    | Vitebsk Ice Sports Palace        | 1.900    |
| HK Gomel              | Homel'     | Gomel Ice Palace of Sports       | 2.760    |
| HK Metallurg Zhlobin  | Žlobin     | Ice Palace "Metalurg"            | 2.018    |
| HK Liepājas Metalurgs | Liepāja    | Ice Arena Liepajas Metalurgs     | 1.700    |
| HK Neman Grodno       | Hrodna     | Ice Sports Palace Grodno         | 2.550    |
| Sokil Kyiv            | Kiev       | Ice Arena TEC Terminal (Brovary) | 1.500    |
| HK Mogilev            | Mahilëŭ    | Sports Palace Mogilev            | 3.048    |
| HK SKA-Novopolotsk    | Navapolack | Palace of Sports and Culture     | 1.200    |
| HK Shakhtar Soligorsk | Salihorsk  | Ice Sports Palace Soligorsk      | 1.759    |
| Shinnik Bobruisk      | Babrujsk   | Bobruisk Arena                   | 7.191    |
| HK Yunost-Minsk       | Minsk      | Indoor rink Youth/Yunost Minsk   | 767      |

## Albo d'oro
- 1993: Tivali Minsk
- 1994: Tivali Minsk
- 1995: Tivali Minsk
- 1996: Polimir Novopolotsk
- 1997: Polimir Novopolotsk
- 1998: HK Neman Grodno
- 1999: HK Neman Grodno
- 2000: Tivali Minsk
- 2001: HK Neman Grodno
- 2002: Keramin Minsk
- 2003: HK Gomel
- 2004: Yunost Minsk
- 2005: Yunost Minsk
- 2006: Yunost Minsk
- 2007: HK Dinamo-Minsk
- 2008: Keramin Minsk
- 2009: Yunost Minsk
- 2010: Yunost Minsk
- 2011: Yunost Minsk
- 2012: HK Metallurg Zhlobin
- 2013: HK Neman Grodno
- 2014: HK Neman Grodno
- 2015: HK Shakhtar Soligorsk
- 2016: HK Yunost-Minsk

| Titoli | Club                  | Anno                                     |
| ------ | --------------------- | ---------------------------------------- |
| 7      | HK Yunost-Minsk       | 2004, 2005, 2006, 2009, 2010, 2011, 2016 |
| 5      | HK Neman Grodno       | 1998, 1999, 2001, 2013, 2014             |
| 4      | HK Tivali Minsk       | 1993, 1994, 1995, 2000                   |
| 2      | Polimir Novopolock    | 1996, 1997                               |
| 2      | Keramin Minsk         | 2002, 2008                               |
| 1      | HK Dinamo-Minsk       | 2007                                     |
| 1      | HK Gomel              | 2003                                     |
| 1      | HK Metallurg Zhlobin  | 2012                                     |
| 1      | HK Shakhtar Soligorsk | 2015                                     |